# Serigne Gueye
Serigne Gueye (Thiès, 12 de enero de 1992) es un jugador de baloncesto senegalés que actualmente pertenece a la plantilla del ALM Évreux Basket B de la NM3, la 5.ª división francesa. Con 2,04 metros de altura puede jugar tanto en la posición de ala-pívot como en la de pívot. Es internacional absoluto con Senegal.

## Selección Senegalesa
Es internacional absoluto con la selección de baloncesto de Senegal desde 2013, cuando disputó el AfroBasket 2013, celebrado en Abiyán, Costa de Marfil.
Senegal consiguió la medalla de bronce, tras derrotar por 57-56 a la anfitriona selección de baloncesto de Costa de Marfil. Thomas jugó 7 partidos con un promedio de 3 puntos y 3,1 rebotes en 13 min.
Volvió a ser convocado para disputar la Copa Mundial de Baloncesto de 2014 celebrada en España, donde Senegal finalizó en 16.ª posición. Thomas jugó 5 partidos con un promedio de 1,2 puntos y 1,6 rebotes en 5,4 min.
Disputó el AfroBasket 2015, celebrado en Radès, Túnez, donde Senegal quedó en 4.ª posición tras perder por 82-73 contra la anfitriona selección de baloncesto de Túnez en el partido por el tercer puesto. Thomas jugó 6 partidos con un promedio de 6,7 puntos (50 % en tiros de 2 y triples) y 2,2 rebotes en 12,2 min.